# The Pricker
The Pricker (englisch für Der Marlspieker) ist eine Landspitze, die das östliche Ende von Albatross Island in der Bay of Isles an der Nordküste Südgeorgiens bildet.
Der deskriptive Name der Landspitze erscheint erstmals auf einer Landkarte der britischen Admiralität aus dem Jahr 1931.